# Pitzling (Landsberg am Lech)
Pitzling ist ein Stadtteil von Landsberg am Lech im oberbayerischen Landkreis Landsberg am Lech.

## Geographie
Das Pfarrdorf liegt circa fünf Kilometer südlich der Stadt an einer Lechstaustufe am Ende des Lechparks Pössinger Au.
Nennenswertes Gewerbe ist nicht vorhanden. Die Lage am Lech mit vielen Bademöglichkeiten zieht im Sommer Besucher aus naher Umgebung nach Pitzling, der Stausee wird auch des Öfteren zum Kanufahren genutzt.

## Geschichte
Erste Siedlungsspuren stammen aus der Bronze- und Urnenfeldzeit.
Der Ortsname lässt auf eine germanische Wiederbesiedlung im frühen Mittelalter schließen, ab dem 6. Jahrhundert kontrollierten die Bajuwaren das Gebiet.
Bereits Mitte des 8. Jahrhunderts wurde etwa zwei Kilometer südlich des Ortes das Kloster Seiferstetten durch die Huosi gegründet, das nach der Zerstörung durch die Ungarn im 10. Jahrhundert nicht wiedererrichtet wurde.
Pitzling wird urkundlich erstmals 1270 als Butzlinge im Urbar des Amtes Landsberg genannt, der Ortsname leitet sich von dem Personennamen Buzo ab. Der Ort war damals ein Vogteigut des Klosters Wessobrunn und entstand am Rande des Schlosses Pöring.
Gerichtlich gehörte Pitzling später zum Gebiet Ummendorf des Oberamtes des Landgerichtes Landsberg. Im Jahr 1752 werden 27 Anwesen vermerkt, zehn waren dem Kloster Wessobrunn, sechs der Gemeinde, drei Landsberger Bürgern, zwei der Kirche Igling und je eines den Klöstern Andechs und Dießen, dem Kastenamt Landsberg, der Hofmark Igling und der Pfarrei Igling grundbar.
Am 1. Juli 1972 wurde die bis dahin selbstständige Gemeinde in die Stadt Landsberg am Lech eingegliedert.

## Vereinsleben
Es werden regelmäßig Feste und sonstige Aktionen organisiert wie das Dorffest, der Pitzlinger Starkbierabend, Seifenkistenrennen oder Volleyballturniere. Organisatoren sind die Blaskapelle, der Schützenverein, die aktive Dorfgemeinschaft Pitzling oder die Pitzlinger Jugendlichen.
Der Ort verfügt über auch eine eigene Freiwillige Feuerwehr.

## Sehenswürdigkeiten
- Schlosskirche Pöring, Maria von der Versöhnung, von Dominikus Zimmermann (1764–66)
- Pfarrkirche St. Johann Baptist (1435)
- Ehemaliges Pfarrhaus
- Lechpark Pössinger Au, auch Wildpark genannt

## Bodendenkmäler
Siehe: Liste der Bodendenkmäler in Landsberg am Lech

## Persönlichkeiten
- Luise Rinser (1911–2002), Schriftstellerin, ist in Pitzling geboren.